# 嬴郡
嬴郡，中国古代的郡。
东汉建安时，析泰山郡置，治所在嬴县（在今山东省莱芜市西北）。辖境相当今山东省沂源、莱芜等市县地。曹操表麋竺领嬴郡太守，即此。